# Угловский сельсовет (Гомельская область)
Угловский сельсовет (белор. Вуглоўскi сельсавет) — административная единица на территории Брагинского района Гомельской области Республики Беларусь. Административный центр — агрогородок Углы.

## История
11 декабря 2009 года в состав сельсовета включены деревни Ковака, Пожарки. 

## Состав
Угловский сельсовет включает 10 населённых пунктов:
- Ковака — деревня
- Команов — деревня
- Лубеники — деревня
- Майский — посёлок
- Михновка — деревня
- Новый Путь — посёлок
- Пожарки — деревня
- Рудня Журавлёва — деревня
- Углы — агрогородок
- Шкураты — деревня

Упразднённые населённые пункты:
- Теклинов — деревня